# Markus Fennert
Markus Fennert (* 1962) ist ein deutscher Theater- und Filmschauspieler, Regisseur, Hörspiel-, Synchron- und Hörbuchsprecher.

## Werdegang
Markus Fennert, Jahrgang 1962, studierte von 1988 bis 1991 Schauspiel am Zinner Studio in München und schloss mit Schauspieldiplom ab.
Danach spielte er an verschiedenen Bühnen wie den Münchner Kammerspielen, dem Deutschen Nationaltheater Weimar (DNT), dem Schauspielhaus Zürich sowie am Theater Konstanz, Theater Osnabrück, dem Hessischen Landestheater Marburg und dem Stadttheater Fürth. Weitere berufliche Stationen waren die Bremer Shakespeare Company und die Shakespeare Company Berlin.
Gelegentlich war er auch im Kino und Fernsehen zu sehen, so unter anderen im Tatort und in den Erfolgsserien Marienhof, SOKO München oder Um Himmels Willen.
Zudem war er von 1990 bis 2001 Sprecher fürs Bayerische Fernsehen und im Bayerischen Rundfunk.
In den letzten Jahren hat sich Markus Fennert neben seinen Regie- und Schauspielarbeiten auf Konzert- und Leseprojekte spezialisiert. So war er im Mai 2023 mit Uwe Komischke und dem Weimar Brass, mit „Wagners Ring in Concert“ u. a. auf Schloss Batzdorf und bei den Walkenrieder Kreuzgangkonzerten zu Gast.
Aufgrund seiner charismatischen Stimme ist er ein gesuchter Sprecher für Hörbücher und Lesungen.
Markus Fennert lebt in Weimar.

## Theater (Auswahl)
- 1985–1988: Anatevka, Pipi Langstrumpf (Marburger Schauspiel)
- 1989–1993: Caligula, Othello, Hamlet (Teamtheater München)
- 1993–1994: Kiebich und Dutz (Stadttheater Konstanz)
- 1995–1996: Cyrano de Bergerac (Stadttheater Potsdam)
- 1998–1999: Sommernachtstraum (Neue Schaubühne München)
- 1999–heute: Die drei Leben der Lucie Cabrol, Unter dem Milc (Metropoltheater München)
- 2001–2002: Apres Soleil (Schauspielhaus Zürich)
- 2001–2005: Wie es euch gefällt, Ende gut alles gut (Shakespeare-Company Berlin)
- 2005–2013: Der zerbrochene Krug, Elling, Kabale und Liebe (DNT Weimar)
- 2013–2015: Wie es euch gefällt, Was ihr wollt, Bunbury	(Neues Schauspiel Erfurt)
- 2014–2015: Der gute Mensch von Sezuan (Stadttheater Osnabrück)
- 2014: Unter dem Milchwald (Metropoltheater München)
- 2015: Im Spiegel deiner Seele (Predigerkirche Erfurt)
- 2016:	Homo Faber (Stadttheater Fürth)
- 2016–heute: 500 Meter Weimar, Ein Gespenst geht um...	(DNT Weimar)
- 2017: Frühlings Erwachen (DNT Weimar)
- 2018: Ein Sommernachtstraum (SommerKomödieErfurt)

## Filmografie (Auswahl)
- 1995: Brüder auf Leben und Tod (Fernsehfilm)
- 1995	Fesseln (Fernsehfilm)
- 1996:	Alle meine Töchter (Fernsehserie)
- 1996: Der Tourist (Fernsehfilm)
- 1997: Virus X – Der Atem des Todes (Fernsehfilm)
- 1998–1999: Marienhof (Fernsehserie, 14 Folgen)
- 2001: Jenny & Co. (Fernsehserie, Folge Chemische Reaktionen)
- 2002: SOKO München (Fernsehserie, Folge Endstation Floßlände)
- 2002:	Strange Gardens
- 2002: Unter Verdacht (Fernsehreihe, Folge Verdecktes Spiel)
- 2002: Eva – ganz mein Fall (Miniserie, Folge Prügelknaben)
- 2003: Effroyables jardins
- 2003: Der Herr der Wüste (Fernsehfilm)
- 2005: Das beste Jahr ihres Lebens (Fernsehfilm)
- 2019: Tatort: Die harte Kern (Fernsehreihe)
- 2019: Heimsuchung
- 2000:	Die Rote Meile (Fernsehserie)
- 2020: Um Himmels Willen (Fernsehserie, Folge Utas Erbe)
- 2020: Nach mir die Sintflut (Kurzspielfilm)

## Hörspiele (Auswahl)
- 2000: Georg K. Berres: Wer ist der Täter? (Folge: Kaffernkorn) (Kiwu Hans) – Bearbeitung und Regie: Erwin Weigel (Original-Hörspiel, Kurzhörspiel, Kriminalhörspiel, Rätselsendung – BR)
- 2000: Walter Satterthwait: Oscar Wilde im Wilden Westen (2 Teile) (Henry) – Bearbeitung und Regie: Irene Schuck (Hörspielbearbeitung, Kriminalhörspiel – BR)
- 2001: Philip K. Dick: Zeit aus den Fugen – Bearbeitung und Regie: Marina Dietz (Hörspielbearbeitung, Science-Fiction-Hörspiel – BR)
- 2001: Georg K. Berres: Wer ist der Täter? (Folge: Überfall auf den Pony-Express) (Michigan-Mitch) – Bearbeitung und Regie: Erwin Weigel (Originalhörspiel, Kurzhörspiel, Kriminalhörspiel, Rätselsendung – BR)

Quelle: ARD-Hörspieldatenbank

## Hörbücher (Auswahl)
- 2017 Maja Lunde: Die Geschichte der Bienen (Der Hörverlag)
- 2019 René Anour: Im Schatten des Turms (Der Hörverlag)
- 2020 Marija K. Baškirceva, Guy de Maupassant: Voilà, da bin ich! (Briefsammlung – DNB)

## Regie (Auswahl)
- 1988 Christopher Durang: Trotz aller Therapie. (Studiobühne Marburg)
- 1993 R. D. Macdonald: Gipfelkonferenz. (Team Theater München)
- 1996 Oliver Reese: Emmy Göring an der Seite ihres Mannes. (Team Theater München)
- 1999 William Shakespeare: Die Schändung der Lucretia. (Bremer Shakespeare Company)
- 2008 Edward Albee: Wer hat Angst vor Virginia Woolf? (DNT Weimar)
- 2009 Walter Kohl: Ritzen. (DNT Weimar)
- 2010 Jan Sobrie: Titus. (DNT Weimar)
- 2013 Lot Vekemans: Judas. (Theater Rudolstadt)
- 2016 Heinz-Erhardt-Abend: Danke für das Geräusch. (Theater Rudolstadt)
- 2017 Matthieu Delaporte, Alexandre de La Patellière: Der Vorname. (Theater Rudolstadt)
- 2019 Stephen Sachs: Das Original. (Theater Rudolstadt)
- 2020 Neil Simon: Sonny Boys. (Theater Rudolstadt)
- 2020 Edmond Rostand: Cyrano de Bergerac. (SommerKomödie Erfurt)
- 2022 Heinrich von Kleist: Der zerbrochne Krug. (Theater Rudolstadt)
- 2023 Mizzi Meyer: Der Tatortreiniger. (Theater Rudolstadt)